# Adesmus griseus
Adesmus griseus es una especie de escarabajo longicornio del género Adesmus, categorizada en la tribu Hemilophini, de la subfamilia Lamiinae. Fue descrita por Aurivillius en 1900.

## Descripción
Mide 9-12 mm de longitud.

## Distribución
Se distribuye por Perú y Venezuela.